# Nigériai labdarúgó-válogatott
A nigériai labdarúgó-válogatott – avagy becenevükön a szupersasok – Nigéria nemzeti válogatottja, amelyet a nigériai labdarúgó-szövetség (angolul: Nigerian Football Association) irányít. Eddig öt alkalommal vett részt a labdarúgó-világbajnokságon, valamint kétszer hódította el a legjobb afrikai nemzetnek járó Afrika-kupát.
Afrika egyik legeredményesebb nemzete 1994-ben a FIFA-világranglista 5. helyéig küzdötte magát. Ilyen magas pozíciót még soha, egyetlen afrikai csapatnak sem sikerült elérnie.

## Története
A nigériai labdarúgó-válogatott az első hivatalos mérkőzését 1949-ben játszotta, de ekkor még az Egyesült Királyság része volt. 1963-ban szerepeltek először az afrikai nemzetek kupáján, ahol Szudán és az Egyesült Arab Köztársaság csapatától is kikaptak. 1973-ban aranyérmet szereztek az afrikai játékokon és bronzérmesek lettek az 1976-os és az 1978-as afrikai nemzetek kupáján.
1980-ban Nigériában rendezte a kontinensbajnokságot és megnyerték történetük első Afrika-kupáját. 1982-ben nem jutottak tovább a csoportkörből, 1984-ben , 1988-ban és 1990-ben döntőt játszottak, azonban mindhármat elveszítették. Az 1986-os egyiptomi tornára nem sikerült kijutniuk. 1992-ben bronzérmesek lettek, 1994-ben pedig megszerezték a második aranyukat. 1994-ben történetük során először jutottak ki a világbajnokságra, ahol Argentínával, Bulgáriával és Görögországgal szerepeltek egy csoportban. Bulgáriát Rashidi Yekini, Daniel Amokachi és Emmanuel Amunike góljával 3–0-ra verték. A második csoportmérkőzésen 2–1-re kikaptak Argentínától. A zárókörben Finidi George és Amunike góljával 2–0-ra legyőzték Görögországot és továbbjutottak a csoportkörből. A nyolcaddöntőt azonban 2–1-re elveszítették Olaszországgal szemben. 1996-ban visszaléptek az Afrika-kupától az országot irányító Sani Abacha katonai diktátor nyomására, az 1998-as tornáról pedig kizárták őket.
Részt vettek viszont az 1998-as világbajnokságon, ahol a D csoportban szerepeltek. Spanyolországot fordulatos mérkőzésen legyőzték 3–2-re a nyitányon, majd azt követően Victor Ikpeba góljával 1–0-ra verték Bulgáriát. Paraguay ellen a harmadik csoportmérkőzésüket elveszítették 3–1-re. A nyolcaddöntőben Dániától kaptak ki 4–1-re. A 2022-es világbajnokságon Angliával, Argentínával és Svédországgal szerepeltek egy csoportban. Argentína ellen 1–0-ra, Svédországtól 2–1-re kaptak ki és Anglia ellen 0–0-ás döntetlennel zárták a tornát. A 2006-os világbajnokságról lemaradtak, miután a selejtezőkben azonos pontszámmal végeztek Angolával, de az egymás elleni eredményük Angolának kedvezett.
2000-ben Ghánával közösen adtak otthont az afrikai nemzetek kupájának, ahol Nigéria bejutott a döntőbe és amit elveszített Kamerun ellen büntetőrúgásokkal. 2002-ben, 2004-ben és 2006-ban in bronzérmet szereztek. 2008-ban a negyeddöntőig jutottak, ahol Ghánától kaptak ki 2–1-re. 2010-ben ismét bronzérmesek lettek.
A 2010-es világbajnokságon Argentínától 1–0-ra, Görögországtól 2–1-re kaptak ki, Dél-Koreával 2–2-es döntetlent játszottak. A nigériaiak góljait Kalu Uche (2) és Yakubu Aiyegbeni szerezte.
A 2012-es afrikai nemzetek kupájára nem jutottak ki, mert a selejtezőkben Guinea jobbnak bizonyult. A 2013-as tornán 1–1-es döntetlent játszottak Burkina Faso-val és Zambiával, Etiópiát pedig 2–0-ra legyőzték. A negyeddöntőben Elefántcsontpartot búcsúztatták 2–1-gyel, az elődöntőben Malit verték 4–1-re. A döntőben ismét Burkina Faso-val találkoztak és Sunday Mba góljával 1–0-ra győztek, amivel megszerezték a harmadik aranyérmüket Afrikában. Némi meglepetésre a 2015-ös és a 2017-es afrikai nemzetek kupájára azonban nem jutottak ki.
A 2014-es világbajnokságon Argentínával, Bosznia-Hercegovinával és Iránnal szerepeltek egy csoportban. Irán ellen 0–0-ás döntetlennel kezdték a tornát. Bosznia-Hercegovinát Peter Odemwingie góljával 1–0-ra legyőzték. Az Argentína elleni találkozót 3–2-re elveszítették és nem jutottak tovább az egyenes kieséses szakaszba. A nigériaiak mindkét gólját Ahmed Musa szerezte. A 2018-as világbajnokságon Horvátországtól kikaptak 2–0-ra. A második mérkőzésen Ahmed Musa duplájával 2–0-ra verték Izlandot. Argentína ellen 2–1-re kikaptak és kiestek. Ez volt Nigéria hatodik világbajnoki részvétele és érdekes, hogy a hat közül csak egy alkalommal (2002-ben) fordult elő, hogy nem kerültek egy csoportba Argentínával.
A 2019-es afrikai nemzeteke kupáján bejutottak az elődöntőbe, ahol hosszabbítást követően vereséget szenvedtek Algériától. A bronzmérkőzésen 1–0-ra legyőzték Tunéziát. 2021-ben a nyolcaddöntőig jutottak, ahol Tunéziától kaptak ki 1–0-ra és kiestek.
A 2022-es világbajnokságról lemaradtak, miután a harmadik fordulóban idegenben szerzett góllal alulmaradtak Ghánával szemben. A Nigériában rendezett második találkozót követően zavargás tört ki a stadionban, mert a feldühödött nigériai szurkolók nehezen viselték, hogy nem jutottak ki a Katarban rendezett világbajnokságra.

## Nemzetközi eredmények
Afrikai nemzetek kupája
- Aranyérmes: 3 alkalommal (1980, 1994, 2013)
- Ezüstérmes: 4 alkalommal (1984, 1988, 1990, 2000)
- Bronzérmes: 7 alkalommal (1976, 1978, 1992, 2002, 2004, 2006, 2019)

Afrika-játékok
- Aranyérmes: 1 alkalommal (1973)
- Ezüstérmes: 2 alkalommal (1978, 2003)
- Bronzérmes: 2 alkalommal (1991, 1995)

Afrikai nemzetek bajnoksága
- Ezüstérmes: 1 alkalommal (2018)
- Bronzérmes: 1 alkalommal (2014)

Afro-ázsiai nemzetek kupája
- Aranyérmes: 1 alkalommal (1995)

WAFU-nemzetek kupája
- Aranyérmes: 1 alkalommal (2010)
- Ezüstérmes: 2 alkalommal (2011, 2017)

Olimpiai játékok (Nigéria U23)
- Aranyérmes: 1 alkalommal (1996)
- Ezüstérmes: 1 alkalommal (2008)
- Bronzérmes: 1 alkalommal (2016)

### Világbajnoki szereplés
| Év       | Eredmény                         | Helyezés                         | M                                | GY                               | D                                | V                                | RG                               | KG                               |
| -------- | -------------------------------- | -------------------------------- | -------------------------------- | -------------------------------- | -------------------------------- | -------------------------------- | -------------------------------- | -------------------------------- |
| 1930     | Az Egyesült Királyság része volt | Az Egyesült Királyság része volt | Az Egyesült Királyság része volt | Az Egyesült Királyság része volt | Az Egyesült Királyság része volt | Az Egyesült Királyság része volt | Az Egyesült Királyság része volt | Az Egyesült Királyság része volt |
| 1934     | Az Egyesült Királyság része volt | Az Egyesült Királyság része volt | Az Egyesült Királyság része volt | Az Egyesült Királyság része volt | Az Egyesült Királyság része volt | Az Egyesült Királyság része volt | Az Egyesült Királyság része volt | Az Egyesült Királyság része volt |
| 1938     | Az Egyesült Királyság része volt | Az Egyesült Királyság része volt | Az Egyesült Királyság része volt | Az Egyesült Királyság része volt | Az Egyesült Királyság része volt | Az Egyesült Királyság része volt | Az Egyesült Királyság része volt | Az Egyesült Királyság része volt |
| 1950     | Az Egyesült Királyság része volt | Az Egyesült Királyság része volt | Az Egyesült Királyság része volt | Az Egyesült Királyság része volt | Az Egyesült Királyság része volt | Az Egyesült Királyság része volt | Az Egyesült Királyság része volt | Az Egyesült Királyság része volt |
| 1954     | Az Egyesült Királyság része volt | Az Egyesült Királyság része volt | Az Egyesült Királyság része volt | Az Egyesült Királyság része volt | Az Egyesült Királyság része volt | Az Egyesült Királyság része volt | Az Egyesült Királyság része volt | Az Egyesült Királyság része volt |
| 1958     | Az Egyesült Királyság része volt | Az Egyesült Királyság része volt | Az Egyesült Királyság része volt | Az Egyesült Királyság része volt | Az Egyesült Királyság része volt | Az Egyesült Királyság része volt | Az Egyesült Királyság része volt | Az Egyesült Királyság része volt |
| 1962     | Nem jutott be                    | Nem jutott be                    | Nem jutott be                    | Nem jutott be                    | Nem jutott be                    | Nem jutott be                    | Nem jutott be                    | Nem jutott be                    |
| 1966     | Visszalépett                     | Visszalépett                     | Visszalépett                     | Visszalépett                     | Visszalépett                     | Visszalépett                     | Visszalépett                     | Visszalépett                     |
| 1970     | Nem jutott be                    | Nem jutott be                    | Nem jutott be                    | Nem jutott be                    | Nem jutott be                    | Nem jutott be                    | Nem jutott be                    | Nem jutott be                    |
| 1974     | Nem jutott be                    | Nem jutott be                    | Nem jutott be                    | Nem jutott be                    | Nem jutott be                    | Nem jutott be                    | Nem jutott be                    | Nem jutott be                    |
| 1978     | Nem jutott be                    | Nem jutott be                    | Nem jutott be                    | Nem jutott be                    | Nem jutott be                    | Nem jutott be                    | Nem jutott be                    | Nem jutott be                    |
| 1982     | Nem jutott be                    | Nem jutott be                    | Nem jutott be                    | Nem jutott be                    | Nem jutott be                    | Nem jutott be                    | Nem jutott be                    | Nem jutott be                    |
| 1986     | Nem jutott be                    | Nem jutott be                    | Nem jutott be                    | Nem jutott be                    | Nem jutott be                    | Nem jutott be                    | Nem jutott be                    | Nem jutott be                    |
| 1990     | Nem jutott be                    | Nem jutott be                    | Nem jutott be                    | Nem jutott be                    | Nem jutott be                    | Nem jutott be                    | Nem jutott be                    | Nem jutott be                    |
| 1994     | Nyolcaddöntő                     | 9.                               | 4                                | 2                                | 0                                | 2                                | 7                                | 4                                |
| 1998     | Nyolcaddöntő                     | 12.                              | 4                                | 2                                | 0                                | 2                                | 69                               | 4                                |
| 2002     | Csoportkör                       | 27.                              | 3                                | 0                                | 1                                | 2                                | 1                                | 3                                |
| 2006     | Nem jutott be                    | Nem jutott be                    | Nem jutott be                    | Nem jutott be                    | Nem jutott be                    | Nem jutott be                    | Nem jutott be                    | Nem jutott be                    |
| 2010     | Csoportkör                       | 27.                              | 3                                | 0                                | 1                                | 2                                | 3                                | 5                                |
| 2014     | Nyolcaddöntő                     | 16.                              | 4                                | 1                                | 1                                | 2                                | 3                                | 5                                |
| 2018     | Csoportkör                       | 21.                              | 3                                | 1                                | 0                                | 2                                | 3                                | 4                                |
| 2022     | Nem jutott be                    | Nem jutott be                    | Nem jutott be                    | Nem jutott be                    | Nem jutott be                    | Nem jutott be                    | Nem jutott be                    | Nem jutott be                    |
| Összesen | Nyolcaddöntő                     | 6/22                             | 21                               | 6                                | 3                                | 12                               | 23                               | 30                               |

### Afrikai nemzetek kupája-szereplés
| Év       | Eredmény                         | Helyezés                         | M                                | Gy                               | D*                               | V                                | RG                               | KG                               |
| -------- | -------------------------------- | -------------------------------- | -------------------------------- | -------------------------------- | -------------------------------- | -------------------------------- | -------------------------------- | -------------------------------- |
| 1957     | Az Egyesült Királyság része volt | Az Egyesült Királyság része volt | Az Egyesült Királyság része volt | Az Egyesült Királyság része volt | Az Egyesült Királyság része volt | Az Egyesült Királyság része volt | Az Egyesült Királyság része volt | Az Egyesült Királyság része volt |
| 1959     | Az Egyesült Királyság része volt | Az Egyesült Királyság része volt | Az Egyesült Királyság része volt | Az Egyesült Királyság része volt | Az Egyesült Királyság része volt | Az Egyesült Királyság része volt | Az Egyesült Királyság része volt | Az Egyesült Királyság része volt |
| 1962     | Visszalépett                     | Visszalépett                     | Visszalépett                     | Visszalépett                     | Visszalépett                     | Visszalépett                     | Visszalépett                     | Visszalépett                     |
| 1963     | Csoportkör                       | 6.                               | 2                                | 0                                | 0                                | 2                                | 3                                | 10                               |
| 1965     | Visszalépett                     | Visszalépett                     | Visszalépett                     | Visszalépett                     | Visszalépett                     | Visszalépett                     | Visszalépett                     | Visszalépett                     |
| 1968     | Nem jutott be                    | Nem jutott be                    | Nem jutott be                    | Nem jutott be                    | Nem jutott be                    | Nem jutott be                    | Nem jutott be                    | Nem jutott be                    |
| 1970     | Visszalépett                     | Visszalépett                     | Visszalépett                     | Visszalépett                     | Visszalépett                     | Visszalépett                     | Visszalépett                     | Visszalépett                     |
| 1972     | Nem jutott be                    | Nem jutott be                    | Nem jutott be                    | Nem jutott be                    | Nem jutott be                    | Nem jutott be                    | Nem jutott be                    | Nem jutott be                    |
| 1974     | Nem jutott be                    | Nem jutott be                    | Nem jutott be                    | Nem jutott be                    | Nem jutott be                    | Nem jutott be                    | Nem jutott be                    | Nem jutott be                    |
| 1976     | Bronzérmes                       | 3.                               | 6                                | 3                                | 1                                | 2                                | 11                               | 10                               |
| 1978     | Bronzérmes                       | 3.                               | 5                                | 2                                | 2                                | 1                                | 8                                | 5                                |
| 1980     | Aranyérmes                       | 1.                               | 5                                | 4                                | 1                                | 0                                | 8                                | 1                                |
| 1982     | Csoportkör                       | 6.                               | 3                                | 1                                | 0                                | 2                                | 4                                | 5                                |
| 1984     | Ezüstérmes                       | 2.                               | 5                                | 1                                | 3                                | 1                                | 7                                | 8                                |
| 1986     | Nem jutott be                    | Nem jutott be                    | Nem jutott be                    | Nem jutott be                    | Nem jutott be                    | Nem jutott be                    | Nem jutott be                    | Nem jutott be                    |
| 1988     | Ezüstérmes                       | 2.                               | 5                                | 1                                | 3                                | 1                                | 5                                | 3                                |
| 1990     | Ezüstérmes                       | 2.                               | 5                                | 3                                | 0                                | 2                                | 5                                | 6                                |
| 1992     | Bronzérmes                       | 3.                               | 5                                | 4                                | 0                                | 1                                | 8                                | 5                                |
| 1994     | Aranyérmes                       | 1.                               | 5                                | 3                                | 2                                | 0                                | 9                                | 3                                |
| 1996     | Visszalépett                     | Visszalépett                     | Visszalépett                     | Visszalépett                     | Visszalépett                     | Visszalépett                     | Visszalépett                     | Visszalépett                     |
| 1998     | Kizárták                         | Kizárták                         | Kizárták                         | Kizárták                         | Kizárták                         | Kizárták                         | Kizárták                         | Kizárták                         |
| 2000     | Ezüstérmes                       | 2.                               | 6                                | 4                                | 2                                | 0                                | 12                               | 5                                |
| 2002     | Bronzérmes                       | 3.                               | 6                                | 3                                | 2                                | 1                                | 4                                | 2                                |
| 2004     | Bronzérmes                       | 3.                               | 6                                | 4                                | 1                                | 1                                | 11                               | 5                                |
| 2006     | Bronzérmes                       | 3.                               | 6                                | 4                                | 1                                | 1                                | 7                                | 3                                |
| 2008     | Negyeddöntő                      | 7.                               | 4                                | 1                                | 1                                | 2                                | 3                                | 3                                |
| 2010     | Bronzérmes                       | 3.                               | 6                                | 3                                | 1                                | 2                                | 6                                | 4                                |
| 2012     | Nem jutott be                    | Nem jutott be                    | Nem jutott be                    | Nem jutott be                    | Nem jutott be                    | Nem jutott be                    | Nem jutott be                    | Nem jutott be                    |
| 2013     | Aranyérmes                       | 1.                               | 6                                | 4                                | 2                                | 0                                | 11                               | 4                                |
| 2015     | Nem jutott be                    | Nem jutott be                    | Nem jutott be                    | Nem jutott be                    | Nem jutott be                    | Nem jutott be                    | Nem jutott be                    | Nem jutott be                    |
| 2017     | Nem jutott be                    | Nem jutott be                    | Nem jutott be                    | Nem jutott be                    | Nem jutott be                    | Nem jutott be                    | Nem jutott be                    | Nem jutott be                    |
| 2019     | Bronzérmes                       | 3.                               | 7                                | 5                                | 0                                | 2                                | 9                                | 7                                |
| 2021     | Nyolcaddöntő                     | 9.                               | 4                                | 3                                | 0                                | 1                                | 6                                | 2                                |
| 2023     | Rendező                          | Rendező                          | Rendező                          | Rendező                          | Rendező                          | Rendező                          | Rendező                          | Rendező                          |
| Összesen | 3 aranyérem                      | 19/33                            | 97                               | 53                               | 22                               | 22                               | 137                              | 91                               |

*Beleértve az egyeneses kieséses szakaszban elért döntetleneket is.

### Konföderációs kupa-szereplés
| Év       | Eredmény      | Helyezés      | M             | Gy            | D*            | V             | RG            | KG            |               |
| -------- | ------------- | ------------- | ------------- | ------------- | ------------- | ------------- | ------------- | ------------- | ------------- |
| 1992     | Nem jutott be | Nem jutott be | Nem jutott be | Nem jutott be | Nem jutott be | Nem jutott be | Nem jutott be | Nem jutott be | Nem jutott be |
| 1995     | Negyedik hely | 4.            | 3             | 1             | 2             | 0             | 4             | 1             |               |
| 1997     | Nem jutott be | Nem jutott be | Nem jutott be | Nem jutott be | Nem jutott be | Nem jutott be | Nem jutott be | Nem jutott be | Nem jutott be |
| 1999     | Nem jutott be | Nem jutott be | Nem jutott be | Nem jutott be | Nem jutott be | Nem jutott be | Nem jutott be | Nem jutott be | Nem jutott be |
| 2001     | Nem jutott be | Nem jutott be | Nem jutott be | Nem jutott be | Nem jutott be | Nem jutott be | Nem jutott be | Nem jutott be | Nem jutott be |
| 2003     | Nem jutott be | Nem jutott be | Nem jutott be | Nem jutott be | Nem jutott be | Nem jutott be | Nem jutott be | Nem jutott be | Nem jutott be |
| 2005     | Nem jutott be | Nem jutott be | Nem jutott be | Nem jutott be | Nem jutott be | Nem jutott be | Nem jutott be | Nem jutott be | Nem jutott be |
| 2009     | Nem jutott be | Nem jutott be | Nem jutott be | Nem jutott be | Nem jutott be | Nem jutott be | Nem jutott be | Nem jutott be | Nem jutott be |
| 2013     | Csoportkör    | 5.            | 3             | 1             | 0             | 2             | 7             | 6             |               |
| 2017     |               |               |               |               |               |               |               |               |               |
| Összesen | Negyedik hely | 2/10          | 6             | 2             | 2             | 2             | 11            | 7             |               |

## Szövetségi kapitányok
Nigéria válogatottjának szövetségi kapitányai.
- John Finch (1949)
- Daniel Anyiam (1954–1956)
- Les Courtier (1956–1960)
- Moshe Beth-Halevi (1960–1961)
- Vardar György (1961–1963)
- George Penna (1963–1964)
- Daniel Anyiam (1964–1965)
- Ember József (1965–1968)
- Peter 'Eto' Amaechina (1969–1970)
- Heinz Marotze (1970–1971)
- George Penna (1972–1973)
- Heinz Marotze (1974)
- Jelisavcic 'Tiki' Tohomir (1974–1978)
- Otto Gloria (1979–1982)
- Gottlieb Goller (1981)
- Adegboyega Onigbinde (1981–1984)
- Chris Udemezue (1984–1986)
- Patrick Ekeji (1985)
- Manfred Hoener (1988–1989)
- Paul Hamilton (1987–1989)
- Clemens Westerhof 1989–1994)
- Shaibu Amodu (1994–1995)
- Johannes Bonfere (1995–1996)
- Shaibu Amodu (1996–1997)
- Philippe Troussier (1997–1998)
- Monday Sinclar (1997–1998)
- Bora Milutinović (1998)
- Thijs Libregts (1999)
- Johannes Bonfrere (1999–2000)
- Shaibu Amodu (2000–2002)
- Adegboyega Onigbinde (2002)
- Christian Chukwu (2002–2005)
- Augustine Eguavoen (2005–2007)
- Berti Vogts (2007–2008)
- Shaibu Amodu (2008–2010)
- Lars Lagerbäck (2010)
- Augustine Eguavoen (2010)
- Samson Siasia (2010–2011)
- Stephen Keshi (2011–2014)
- Shuaibu Amodu (2014)
- Stephen Keshi (2015)
- Shuaibu Amodu (2015)
- Sunday Oliseh (2015–2016)
- Salisu Yusuf (2016)
- Gernot Rohr (2016–2021)
- Augustine Eguavoen (2021–2022)
- José Peseiro (2022–)[4]

## Játékosok

### Jelenlegi keret
A 2018-as labdarúgó-világbajnokság hivatalos 23 fős kerete.
| 1  | K  | Daniel Akpeyi                   | 1986. augusztus 3. (38 éves)  | 7  | 0  | Chippa United          |  |  |
| 16 | K  | Ikechukwu Ezenwa                | 1988. október 16. (36 éves)   | 24 | 0  | Enyimba                |  |  |
| 23 | K  | Francis Uzoho                   | 1998. október 28. (26 éves)   | 5  | 0  | Deportivo Fabril       |  |  |
|    |    |                                 |                               |    |    |                        |  |  |
| 3  | V  | Elderson Echiéjilé              | 1988. január 20. (37 éves)    | 61 | 3  | Cercle Brugge          |  |  |
| 4  | V  | Kenneth Omeruo                  | 1993. október 17. (31 éves)   | 39 | 0  | Kasımpaşa              |  |  |
| 5  | V  | William Troost-Ekong            | 1993. szeptember 1. (31 éves) | 21 | 1  | Bursaspor              |  |  |
| 6  | V  | Leon Balogun                    | 1989. június 28. (35 éves)    | 18 | 0  | Brighton & Hove Albion |  |  |
| 12 | V  | Shehu Abdullahi                 | 1993. március 12. (32 éves)   | 24 | 0  | Bursaspor              |  |  |
| 21 | V  | Tyronne Ebuehi                  | 1995. december 16. (29 éves)  | 6  | 0  | Benfica                |  |  |
| 20 | V  | Chidozie Awaziem                | 1997. január 1. (28 éves)     | 4  | 0  | Nantes                 |  |  |
| 24 | V  | Brian Idowu                     | 1992. május 18. (32 éves)     | 4  | 1  | Amkar Perm             |  |  |
|    |    |                                 |                               |    |    |                        |  |  |
| 8  | KP | Oghenekaro Etebo                | 1995. november 9. (29 éves)   | 14 | 1  | Las Palmas             |  |  |
| 10 | KP | John Obi Mikel (csapatkapitány) | 1987. április 22. (37 éves)   | 84 | 6  | Tianjin Teda           |  |  |
| 11 | KP | Victor Moses                    | 1990. december 12. (34 éves)  | 33 | 11 | Chelsea                |  |  |
| 13 | KP | Wilfred Ndidi                   | 1996. december 16. (28 éves)  | 16 | 0  | Leicester City         |  |  |
| 17 | KP | Ogenyi Onazi                    | 1992. december 25. (32 éves)  | 52 | 1  | Trabzonspor            |  |  |
| 19 | KP | John Ogu                        | 1988. április 20. (36 éves)   | 19 | 2  | Hapóél Beér-Seva       |  |  |
| 22 | KP | Joel Obi                        | 1991. május 22. (33 éves)     | 17 | 0  | Torino                 |  |  |
|    |    |                                 |                               |    |    |                        |  |  |
| 7  | CS | Ahmed Musa                      | 1992. október 14. (32 éves)   | 71 | 13 | CSZKA Moszkva          |  |  |
| 9  | CS | Odion Ighalo                    | 1989. június 16. (35 éves)    | 18 | 4  | Csangcsun Jataj        |  |  |
| 14 | CS | Kelechi Iheanacho               | 1996. október 3. (28 éves)    | 17 | 8  | Leicester City         |  |  |
| 15 | CS | Simeon Nwankwo                  | 1992. május 7. (32 éves)      | 1  | 0  | Crotone                |  |  |
| 18 | CS | Alex Iwobi                      | 1996. május 3. (28 éves)      | 18 | 5  | Arsenal                |  |  |

### A válogatott bő keretéhez tartozó játékosok
| 2  | V  | Ola Aina  | 1996. október 8. (28 éves) | 5 | 0 | Hull City |  |  |
|    |    |           |                            |   |   |           |  |  |
| 25 | KP | Mikel Agu | 1993. május 27. (31 éves)  | 6 | 0 | Bursaspor |  |  |

### A legtöbb válogatottsággal rendelkező játékosok
Az adatok 2022. november 19. állapotoknak felelnek meg.
- A még aktív játékosok (félkövérrel) vannak megjelölve.

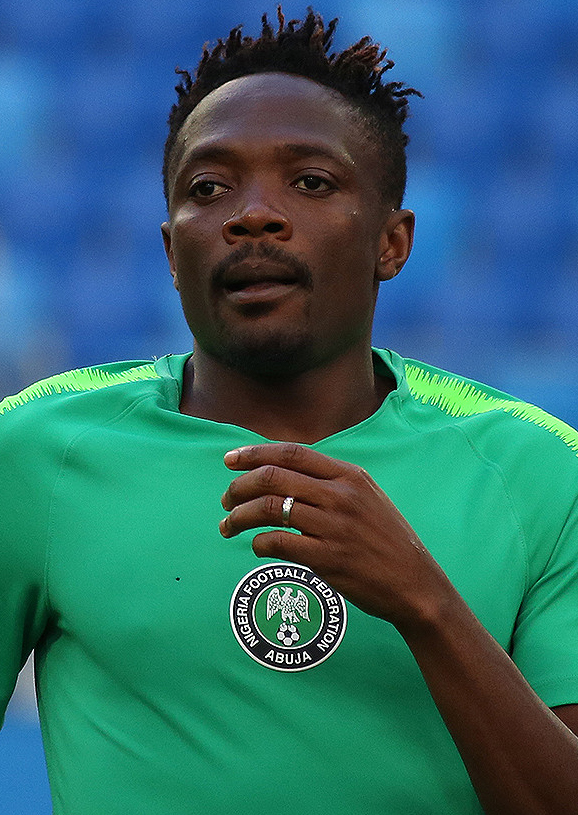
Ahmed Musa a válogatottsági rekorder 107 mérkőzéssel.

| Rank | Játékos          | Mérkőzés | Gólok | Időszak   |
| ---- | ---------------- | -------- | ----- | --------- |
| 1    | Ahmed Musa       | 107      | 16    | 2010–     |
| 2    | Vincent Enyeama  | 101      | 0     | 2002–2015 |
| 2    | Joseph Yobo      | 101      | 7     | 2001–2014 |
| 4    | John Obi Mikel   | 91       | 6     | 2005–2019 |
| 5    | Nwankwo Kanu     | 86       | 13    | 1994–2011 |
| 5    | Mudashiru Lawal  | 86       | 11    | 1975–1985 |
| 7    | Jay-Jay Okocha   | 73       | 14    | 1993–2006 |
| 8    | Stephen Keshi    | 68       | 9     | 1981–1998 |
| 9    | Peter Rufai      | 66       | 1     | 1983–1998 |
| 10   | Peter Odemwingie | 65       | 11    | 2002–2014 |

### A válogatottban legtöbb gólt szerző játékosok
Az adatok 2022. november 19. állapotoknak felelnek meg.
- A még aktív játékosok (félkövérrel) vannak megjelölve.

| #  | Játékos          | Gólok | Mérkőzés | Arány | Időszak      |
| -- | ---------------- | ----- | -------- | ----- | ------------ |
| 1  | Rashidi Yekini   | 37    | 62       | 0.6   | 1983–1998    |
| 2  | Segun Odegbami   | 22    | 47       | 0.47  | 1976–1981    |
| 3  | Yakubu Aiyegbeni | 21    | 58       | 0.36  | 2000–2012    |
| 4  | Ikechukwu Uche   | 19    | 46       | 0.41  | 2007–2014    |
| 5  | Obafemi Martins  | 18    | 42       | 0.43  | 2004–2015    |
| 6  | Samson Siasia    | 17    | 49       | 0.35  | 1984–1998    |
| 7  | Odion Ighalo     | 16    | 37       | 0.43  | 2015–present |
| 7  | Ahmed Musa       | 16    | 107      | 0.15  | 2010–present |
| 9  | Victor Osimhen   | 15    | 22       | 0.68  | 2017–present |
| 10 | Asuquo Ekpe      | 14    | 28       | 0.5   | 1956–1966    |
| 10 | Julius Aghahowa  | 14    | 32       | 0.44  | 2000–2007    |
| 10 | Jay-Jay Okocha   | 14    | 73       | 0.19  | 1993–2006    |

### Híresebb játékosok
| 1970-es években: - Christian Chukwu - Segun Odegbami - Mudashiru Lawal 1980-as években: - Stephen Keshi - Samuel Okwaraji - Rashidi Yekini - Samson Siasia 1990-es években: - Uche Okechukwu - Daniel Amokachi - Finidi George - Victor Ikpeba - Emmanuel Amunike - Sunday Oliseh - Jay-Jay Okocha |  | - Garba Lawal - Peter Rufai - Mutiu Adepoju - Taribo West - Nwankwo Kanu - Tijjani Babangida - Celestine Babayaro - Julius Aghahowa 2000 óta: - Yakubu Aiyegbeni - John Utaka - Joseph Yobo - Obafemi Martins - John Obi Mikel - Taye Taiwo - Christian Obodo - Ikechukwu Uche |

## Külső hivatkozások
- Nigériai Labdarúgó-szövetség - hivatalos honlap (angolul) (Az oldal jelenleg nem működik)
- Nigéria labdarúgó statisztikái (angolul)
- Nigéria a FIFA.com-on Archiválva 2016. október 4-i dátummal a Wayback Machine-ben (angolul)
- Nigéria a cafonline.com-on (angolul)
- Nigéria mérkőzéseinek eredményei az rsssf.com-on (angolul)
- Nigéria mérkőzéseinek eredményei az EloRatings.net-en (angolul)
- Nigéria a national-football-teams.com-on (angolul)
- Nigéria a transfermarkt.de-n (németül)
- Nigéria a weltfussball.de-n (németül)
- Nigéria a fedefutbol.net-en (spanyolul)